# Music Industry Award voor Beste album
De Music Industry Award voor Beste album is een prijs die jaarlijks uitgereikt wordt tijdens de Vlaamse Music Industry Awards (MIA's). Het is een van de belangrijkste prijzen, die op het evenement wordt uitgereikt. De genomineerden worden bepaald via een lijst albums die het het afgelopen jaar goed gedaan hebben in de Ultratop 200 Albums. De winnaar wordt verkozen door leden van de muziekindustrie.
Een overzicht van de winnaars:

## Winnaars
| Jaar | Winnaar            | Album                       | Genomineerden |
| ---- | ------------------ | --------------------------- | --- |
| 2007 | Gabriël Rios       | Angelhead                   | - Clouseau - Vonken & Vuur - Fixkes - Fixkes - Flip Kowlier - De man van 31                                                |
| 2008 | dEUS               | Vantage Point               | - Arsenal - Lotuk - Novastar - Almost Bangor - Bart Peeters - De hemel in het klad                                         |
| 2009 | Absynthe Minded    | Absynthe Minded             | - DAAN - Manhay - Das Pop - Das Pop - Vaya Con Dios - Comme on est venu                                                    |
| 2010 | Balthazar          | Applause                    | - Ozark Henry - Hvelreki - Admiral Freebee - The Honey & The Knife - Bart Peeters - De ideale man                          |
| 2011 | Selah Sue          | Selah Sue                   | - Raymond van het Groenewoud - De laatste rit - Amatorski - TBC - dEUS - Keep You Close                                    |
| 2012 | Balthazar          | Rats                        | - dEUS - Following Sea - Netsky - 2 - Goose - Control Control Control                                                      |
| 2013 | Stromae            | Racine carrée               | - Flip Kowlier - Cirque - De avonturen van W.M. Warlop - Trixie Whitley - Fourth Corner - Flying Horseman - City Same City |
| 2014 | Oscar and the Wolf | Entity                      | - Gabriel Ríos - This Marauder's Midnight - Intergalactic Lovers - Little Heavy Burdens - Admiral Freebee - The Great Scam |
| 2015 | Balthazar          | Thin Walls                  | - Selah Sue - Reason - STUFF. - STUFF. - Tourist Lemc - En Route                                                           |
| 2016 | Het Zesde Metaal   | Calais                      | - Bazart - Echo - Warhaus - We Fucked a Flame Into Being - Ertebrekers - Otel                                              |
| 2017 | Soulwax            | From Deewee                 | - Oscar and the Wolf - Infinity - Bart Peeters - Brood voor morgenvroeg - Coely - Different Waters                         |
| 2018 | Niels Destadsbader | Dertig                      | - Angèle - Brol - Tourist Lemc - We begrijpen mekaar - Tamino - Amir                                                       |
| 2019 | Lost Frequencies   | Alive and Feeling Fine      | - Balthazar - Fever - Brihang - Casco - Zwangere Guy - Wie is Guy?                                                         |
| 2021 | Bart Peeters       | De kat zat op de krant      | - Balthazar - Sand - Regi - Vergeet de tijd - Sylvie Kreusch - Montbray                                                    |
| 2022 | Metejoor           | Metejoor                    | - Angèle - Nonante-Cinq - Stromae - Multitude - Charlotte Adigéry & Bolis Pupul - Topical Dancer                           |
| 2023 | Pommelien Thijs    | Per ongeluk                 | - Joris - Metejoor - Alive - Coely - Droomvoeding - Brihang - Ha Ha Heartbreak - Warhaus                                   |
| 2024 | Berre              | I'll Call You When I'm Home | - Oscar and the Wolf - Taste - Eefje de Visser - Heimwee - Sylvie Kreusch - Compic Trip - Bolis Pupul - Letter to Yu       |

## Artiesten met meerdere awards
3× gewonnen
- Balthazar

## Artiesten met meerdere nominaties
5 nominaties
- Balthazar

4 nominaties
- Bart Peeters

3 nominaties
- dEUS
- Oscar and the Wolf

2 nominaties
- Admiral Freebee
- Angèle
- Brihang
- Coely
- Gabriël Rios
- Flip Kowlier
- Metejoor
- Selah Sue
- Stromae
- Sylvie Kreusch
- Tourist Lemc
- Warhaus

Edities: 2007 · 2008 · 2009 · 2010 · 2011 · 2012 · 2013 · 2014 · 2015 · 2016 · 2017 · 2018 · 2019 · 2020 · 2021 · 2022 · 2023  · 2024 · 2025

 Prijzen: Beste album · Hit van het jaar · Pop · Solo man 
· Solo vrouw · Doorbraak · Videoclip